# 龙哇切吾遗址
龙哇切吾遗址，位于中国青海省共和县恰卜恰镇吉东村，为第四批青海省文物保护单位，公布日期为1986年5月27日，类型为古遗址。
龙哇切吾遗址的历史年代为卡约文化。